# 약용식물학
약용식물학(藥用植物學)은 약에 사용하는 식물들에 관한 학문이다. 주로 한의학 대학이나 약학대학에서 약초의 사용법과 특성에 대해 배울 때 이 과목을 수강한다.
비록 현대로 들어와서 벤젠고리를 포함한 새로운 약들이 개발되고 있지만 아직까지 시판되고 있는 약의 대부분은 식물이나 광물, 동물 등에서 추출해 낸 성분으로 그 효과를 내고 있다.따라서 더욱 약초에 대한 학문의 필요성이 크다.
또한 약초의 경우 식물의 특성상 지방마다 각기 조금씩 다른 형태의 식물이 자라는 데다가 식물의 형태가 비슷한 경우 어떤 약초가 정품이고 위품인지 알 수 없기 때문에 각 식물별로 정밀한 연구를 거쳐 명확한 분류와 정의가 필요하고, 따라서 약용식물학의 중요성은 더 크다고 할 수 있다.